# آنتونی استوارت (بازیکن فوتبال)
آنتونی استوارت (انگلیسی: Anthony Stewart؛ زادهٔ ۱۸ سپتامبر ۱۹۹۲) بازیکن فوتبال اهل بریتانیا است.
از باشگاه‌هایی که در آن بازی کرده‌است می‌توان به باشگاه فوتبال کرو آلکساندرا و باشگاه فوتبال وایکام واندررز اشاره کرد.